# عولة (ريمة)
عولة هي إحدى قرى مديرية الجبين بمحافظة ريمة اليمنية، بلغ تعداد سكانها 1443 نسمة حسب إحصاء اليمن لعام 2004.